# 瀧川博司
瀧川 博司（たきがわひろし、1933年 - ）とは日本の実業家。

## 概要
兵庫県立兵庫高等学校卒業（元同窓会理事長）、神戸商科大学卒業（学友会会長）。
父親は兵庫トヨタ社長であった瀧川勝二。1977年瀧川勝二の次代の兵庫トヨタ社長に就任。1985年日本自動車販売協会連合会兵庫県支部長に就任。1989年近畿運輸局長表彰。1994年神戸商工会議所副会頭就任。1995年トヨタ自動車販売店協会理事長に就任。運輸大臣表彰。
神戸国際会館代表取締役社長。神姫バス取締役。
2003年6月には仁平圀雄の後任の日本自動車連盟会長に就任。
2017年兵庫県知事選挙では井戸敏三の後援会会長、選挙事務長を務める。